# 勝木新次
勝木 新次（かつき しんじ、1903年9月19日 - 1985年1月27日）は、日本の労働衛生学者。弟は生理学者の勝木保次。

## 略歴
石川県出身。旧制小松中学、旧制第三高校を経て、東京帝国大学医学部卒業、1934年医学博士。大原記念労働科学研究所に勤め、所長、出版部。明治生命厚生事業団体力医学研究所。

## 著書
- 『産業保健管理』(労務管理全書）東洋書館 1942
- 『産業衛生』(労働基準全書）東洋書館 1948
- 『労働衛生』(医家叢書）医学書院 1951
- 『衛生学』(医学全書）中山書店 1952
- 『オフィスの疲労と健康』(労働科学叢書）労働科学研究所出版部 1954
- 『労働科学読本』(労働科学叢書 労働科学研究所出版部 1964
- 『健康と体力づくり -文明病としての運動不足病の克服-』光生館 1969
- 『中高年齢者の体力と労働』(労働科学叢書）労働科学研究所 1976

### 共編著
- 『体育』石井雄二共著 東洋書館 1948
- 『はきものの科学』三浦豊彦共著 河出書房 1948
- 『日本の労働科学 概説とその文献』南俊治,石川知福共編 南山堂 1950

### 記念論文集
- 『労働と温熱条件 日本の高温労働の労働科学的研究』斉藤一,三浦豊彦編 勝木新次博士還暦記念出版刊行会 1963

## 論文
- CiNii>勝木新次